# Museo naturalistico archeologico (Vicenza)
Il Museo naturalistico archeologico di Santa Corona a Vicenza, inaugurato nel 1991, ha sede nei locali e chiostri dell'ex convento dei Domenicani adiacente alla chiesa di Santa Corona, in pieno centro storico.

## Sezione naturalistica e archeologica
La parte naturalistica si trova al primo piano e ospita numerosi fossili, pesci e animali impagliati del territorio della Provincia di Vicenza, con piantine e riproduzioni dell'ambiente geologico, fluviale e territoriale della provincia. La parte archeologica espone  teschi e ossa di animali, resti di palafitte trovate nel lago di Fimon  e una raccolta di utensili preistorici ritrovati nei resti di insediamenti del Paleolitico e del Neolitico.

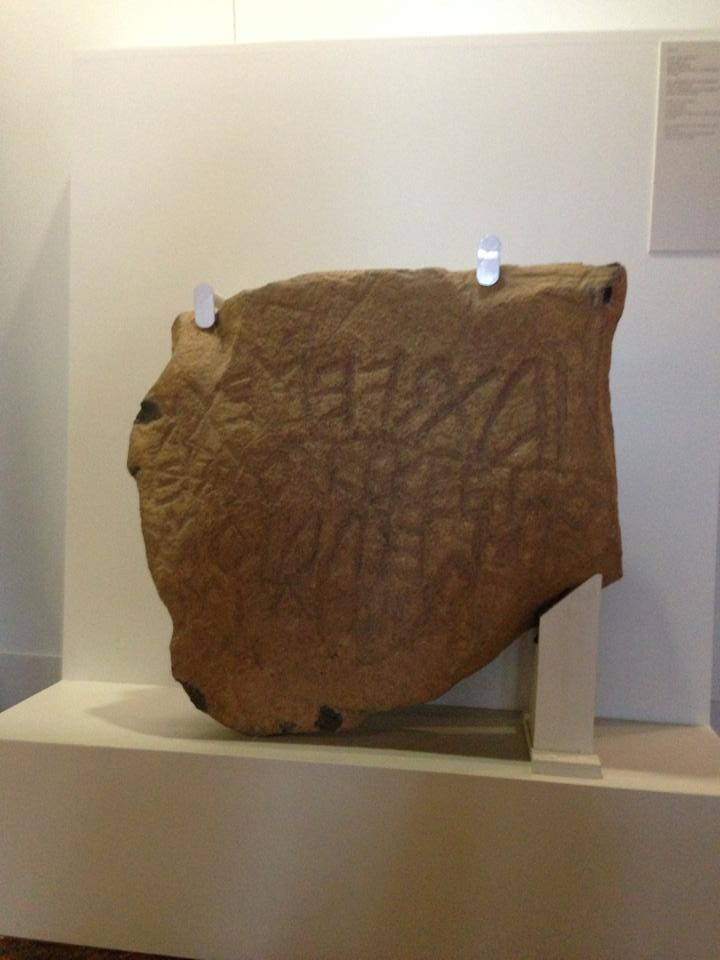
La Stele di Isola Vicentina

## Sezione della cultura paleoveneta
Un settore al piano terra è dedicato ai paleoveneti: cortei di uomini e donne, guerrieri e altri ex voto metallici di un santuario di Reitia dei Paleoveneti, ritrovate negli anni 1960 durante gli scavi in piazzetta S. Giacomo a Vicenza. Vi si trova anche una laminetta con l'alfabeto in venetico.

## Sezione romana
Lungo il portico del cortile interno è collocata la vasta  raccolta di lapidi, cippi, pietre miliari, sarcofaghi di pietra e monumenti della Vicetia romana. Molti reperti provengono dalla necropoli posta lungo la via Postumia situata presso la Basilica dei Santi Felice e Fortunato, nel cui cortile si conservano alcuni  sepolcri di pietra e nei cui pressi è stato allestito  un piccolo Antiquarium. Un tratto di pavimentazione romana è stato ricollocato nel cortile del museo. 
All'interno una sala è dedicata ai resti del Berga: vi sono esposte le decorazioni marmoree e statue di Augusto e della dinastia giulio-claudia che ornavano il teatro romano di epoca augustea. Oggi del teatro di Vicenza restano solo le fondazioni, coperte da altri edifici che ne seguono il percorso circolare, come  è avvenuto per il teatro romano di Lucca. Tra le collezioni private donate al Museo spicca quella di sculture romane del nobile vicentino e archeologo Girolamo Egidio di Velo (1792-1831),  provenienti da uno scambio effettuato con i Musei Vaticani, in seguito agli scavi da lui effettuati nell'800 a Roma, dove rinvenne il grande mosaico con atleti dalle Terme di Caracalla. Si nota un resto di colonna colossale in porfido, resti di statue di divinità fluviali, un torso di satiro in riposo, copia da Prassitele,  atleti, una ninfa su roccia di età ellenistica, divinità, oltre a due  pregevoli ritratti, di cui una dama attribuibile al periodo antonino, forse Faustina maggiore. 
Dal 27 novembre 2022 è esposta anche un'antefissa in terracotta di epoca romana, rinvenuta a Vicenza nel 1965, raffigurante la dea  Potnia theròn, la signora degli animali.
Proseguendo al piano terra vi sono resti di anfore, foto del criptoportico ritrovato in centro città nei pressi dell'attuale Duomo di Vicenza e un mosaico geometrico tardo-antico proveniente da una villa, con cinque tondi frammentari raffiguranti scene di caccia mitologiche, con Meleagro e il cinghiale Calidonio e al centro Bellerofonte a cavallo di Pegaso che uccide la Chimera. 

## Sezione longobarda
Si passa infine alle sale con i corredi funebri (crocette auree, pettini d'osso, fibbie, spade, armi e accessori) dei Longobardi. È presente la ricostruzione di una sepoltura di età longobarda.
Il sistema museale comunale comprende anche la vicina pinacoteca civica di palazzo Chiericati e il Museo del Risorgimento e della Resistenza a Monte Berico oltre all'adiacente Chiesa di Santa Corona.
Il percorso " Vicenza romana", con appositi cartelli, consente di scoprire nel centro storico i resti della città romana, come il criptoportico, le domus sotto la cattedrale e sotto la Basilica, il teatro Berga, ponte Furo,  e i resti dell'acquedotto sotto Corso Fogazzaro. Nei pressi della Chiesa di San Lorenzo nel centro di Vicenza è esposto un pezzo di strada romana, perfettamente conservato. Resti di marmi e di cippi usati come pietra miliare in epoca romana sono esposti nel cortile della vicina Ca d'Oro, in Corso Palladio.